# Нитроглицерин
Нитроглицерин (НГ), (алтернативно писање нитроглицерина) такође познат као тринитроглицерин (ТНГ), нитро, глицерил тринитрат (ГТН), или 1,2,3-тринитроксипропан, је експлозивна супстанца са хемијском формулом C3H5(ONO2)3, а то је густа, безбојна, уљаста, експлозивна течност која се најчешће производи при формирању нитролне киселине у одговарајућим условима беле киселине. Хемијска супстанца је органско нитратно једињење, а не нитро једињење, али је традиционални назив задржан. Открио га је 1847. године Асканио Собреро, нитроглицерин се од тада користи као активни састојак у производњи експлозива, односно динамита, и као такав се користи у грађевинарству, рушењу и рударству. 
Од 1860. коришћен је као активни састојак у производњи експлозива, специфично динамита, и као такав коришћен је у рударству. Такође је од 1880. био коришћен у војсци као активни састојак и желатинизатор за нитроцелулозу у неким чврстим ракетним горивима, као Кордит и Балистит. 
Нитроглицерин се користи више од 130 година у медицини као моћан вазодилататор (који изазива дилатацију васкуларног система) за лечење крвних судова као и срчаних обољења, као што су ангина пекторис и хронична срчана инсуфицијенција. Иако је раније било познато да су ови корисни ефекти последица претварања нитроглицерина у азот оксид, снажан венодилататор, ензим за ову конверзију откривен је тек 2002. године као митохондријална алдехид дехидрогеназа (АЛДХ2).

## Назив
Тренутни термин нитроглицерин није прецизан према ИУПАЦ номенклатури, јер префикс нитро означава да је NO2 група везана за атом угљеника. Међутим, у глицерин тринитрату, алкилни остатак је везан за сваки атом азота преко једног атома кисеоника, што представља неку врсту моста, због чега је заправо триестар азотне киселине.
Још прецизнији од термина глицерин тринитрат је термин глицерин трис (нитрат), где префикс трис означава да киселински остатак није кондензат састављен од три молекула HNO3, већ да се естерификује три пута по молекулу. Ознака глицерин је заправо тривијално име за трихидрични алкохол пропан-1,2,3-триол, за који је тачан назив пропантриол тринитрат као естар азотне киселине (који се назива и нитроглицерин).

## Историја
Нитроглицерин је био први произведени практични експлозив који је био јачи од црног барута. Први пут га је синтетизовао италијански хемичар Асканио Собреро 1847. године, радећи под вођством Теофила-Жула Пелуза на Универзитету у Торину. Собреро је првобитно своје откриће назвао пироглицерином и енергично упозорио да се не користи као експлозив.
Алфред Нобел је касније усвојио нитроглицерин као комерцијално користан експлозив , који је експериментисао са сигурнијим начинима да се носи са опасним једињењем након што су његов млађи брат Емил Оскар Нобел и неколико фабричких радника погинули у експлозији у Нобеловој фабрици наоружања 1864. у Хеленеборгу у Шведској. Његова фирма извозила је мешавину нитроглицерина и барута под именом Шведско Експлозивно Уље, али је било јако нестабилно. Резултат те екстремне нестабилности су бројне трагичне катастрофе.
Годину дана касније, Нобел је основао Алфред Нобел анд Цомпани у Немачкој и изградио изоловану фабрику у брдима Крумел у Геестахту у близини Хамбурга. Овај посао извозио је течну комбинацију нитроглицерина и барута под називом „Уље за минирање“, али је то било изузетно нестабилно и тешко за руковање, о чему сведоче бројне катастрофе. Зграде фабрике Крумел су два пута уништаване.
У априлу 1866, неколико сандука нитроглицерина је отпремљено у Калифорнију, од којих су три биле намењене железници Централног Пацифика, која је планирала да експериментише са њим као експлозивним средством како би убрзала изградњу 506 m (1.660 ft) дугог тунела на врху планине Сијера Нева. Један од преосталих сандука је експлодирао, уништивши канцеларију компаније Веллс Фарго у Сан Франциску и убивши 15 људи. То је довело до потпуне забране транспорта течног нитроглицерина у Калифорнији. Због тога је била потребна производња нитроглицерина на лицу места за преостало бушење и минирање у тврдим стенама за завршетак Прва трансконтинентална пруга у Северној Америци.
На Божић 1867. године, покушај да се одложи девет канистера са уљем за пескарење које је било илегално ускладиштено у хотелу Вхите Сван Инн у центру Њукасла на Тајну, резултирао је експлозијом на Таун Моору у којој је погинуло осам људи. У јуну 1869. године, два вагона од једне тоне натоварена нитроглицерином, тада локално познатом као Повдер-Оил, експлодирала су на путу у селу Цвм-и-гло у Северном Велсу. Експлозија је довела до губитка шест живота, много повреда и велике штете у селу. Од два коња пронађен је мали траг. Влада Уједињеног Краљевства била је толико узнемирена због штете која је настала и шта се могло догодити на једној градској локацији (ове две тоне су биле део већег терета који је долазио из Немачке преко Ливерпула) да је убрзо донела Закон о нитро-глицерину из 1869. Течни нитроглицерин је такође био забрањен на другим местима, а ова законска ограничења довела су до тога да су Алфред Нобел и његова компанија развили динамит 1867. Ово је направљено мешањем нитроглицерина са дијатомејско земљом пронађеном у брдима Крумел. Сличне мешавине, као што су "дуалине" (1867), "литхофрацтеур" (1869) и "гелигните" (1875), настале су мешањем нитроглицерина са другим инертним апсорбентима, а многе комбинације су испробале и друге компаније у покушајима да заобиђу Нобелове чврсто држане патенте за динамит.
Мешавине динамита које садрже нитроцелулозу, која повећава вискозитет мешавине, опште су познате као "желатини".
Након открића да амил нитрит помаже у ублажавању болова у грудима, лекар Вилијам Марел је експериментисао са употребом нитроглицерина за ублажавање ангине пекторис и смањење крвног притиска. Почео је да лечи своје пацијенте малим разблаженим дозама нитроглицерина 1878. године, а овај третман је убрзо уведен у широку употребу након што је Муррелл објавио своје резултате у часопису Тхе Ланцет 1879. године. Неколико месеци пре његове смрти 1896. године, Алфреду Нобелу је преписан нитроглицерин за ово срчано обољење, пишући пријатељу: „Зар није иронија судбине да ми је прописан нитроглицерин, да га узимам интерно! Зову га тринитрин, да не би уплашили хемичара и јавност. Медицинска установа је такође користила назив „глицерил тринитрат“ из истог разлога.

### Ратне стопе производње
Велике количине нитроглицерина су произведене током Првог и Другог светског рата за употребу као војно гориво и у војном инжењерингу. Током Првог светског рата, ХМ Фацтори, Гретна, највећа фабрика горива у Уједињеном Краљевству, производила је око 800 t (1.800.000 lb) кордита РДБ недељно. Ова количина захтевала је најмање 336 t (741.000 lb) нитроглицерина недељно (под претпоставком да нема губитака у производњи). Краљевска морнарица је имала сопствену фабрику у кордита Роиал Нави, Холтон Хеатх, у Дорсету, Енглеска. Велика фабрика кордита је такође изграђена у Канади током Првог светског рата Фабрика кордита Цанадиан Екплосивес Лимитед у Нобелу, Онтарио, дизајнирана је да производи 600 t (1.300.000 lb) кордита месечно, за шта је потребно око 286 t (631.000 lb) нитроглицерина месечно.

## Својства
У нормалним условима температуре и притиска, нитроглицерин је безбојна течност без мириса, слабо растворљива у води, слатког укуса, која чак и у релативно малим дозама изазива главобољу. Тачка топљења варира између 2,8—13,5 °C (37,0—56,3 °F) у зависности од изомера. Због присуства нитро - група у свом молекулу, то је релативно нестабилна супстанца, која бурно реагује на релативно мали унос енергије, реагујући јако егзотермна. Нитроглицерин већ експлодира при енергији удара чекића од 2 kg (4,4 lb) који пада са висине од 10—12 cm (3,9—4,7 in), течност за кратко време постаје гас, што доводи до брзог повећања запремине.
Својства:
- Тачка топљења: 13,2 °C (55,8 °F)
- Растворљивост у води: 1500 mg/L на 20 °C (68 °F)
- Притисак гаса: 3,5·10-4 mbar на 20 °C (68 °F)
- Брзина детонације: 6700-8350 m/s
- Густина: 1,599 g/cm³
- Контејнер за бомбардовање: 520 ml/10 g
- Осетљивост на удар: 0,2 Nm (0,02 kpm)
- Осетљивост на трење: до 36 kp без реакције
- Калорична вредност: 6,535 MJ/kg
- ТНТ еквивалент: 2.0
- Запремина продуката експлозије: 720 l/kg

## Припрема
Нитроглицерин се припрема нитрацијом глицерина у коју се уводе 3 нитро групе (-NO2), које потичу од азотне киселине (HNO3):
HNO3 + H2SO4 → H2NO3+ + HSO4-
H2NO3+ → NO2+ + H2O
HSO4- + H+ → H2SO4
3HNO3  + C3H5(OH)3 → C3H5(ONO2)3 + 3H2O

## Синтеза
Нитроглицерин се добија естерификовањем глицерина концентрованом азотном киселином, у присуству концентроване сумпорне киселине: 
C3H5(OH)3 +  3HNO3   =  C3H5(ONO2)3  +  3H2O
Реакција се одвија уношењем смеше киселина у охлађени глицерин, и то због тога што је реакција веома егзотермна, глицерин може експлодирати под самим утицајем топлотне енергије развијене током реакције и додавања HCl. Такође се користи у лечењу аналних фисура у саставу од 0,2%. Даје резултате на некроним фисурама.

## Хемијска реакција
4 C3H5(ONO2)3 → 12 CO2 + 10 H2O + 6 N2 + O2
Ова реакција објашњава веома велику експлозивну моћ нитроглицерина; као што се види из 4 мола нитроглицерина настаје око 30 мола гасова. Температура гасова након распадања (експлозије) достиже 4.110 °C (7.430 °F) што ствара огроман притисак у почетној запремини нитроглицерина.

## Нестабилност и десензибилизација
У свом неразређеном облику, нитроглицерин је контактни експлозив, са физичким ударом који изазива експлозију. Ако није адекватно пречишћен током производње, може се временом разградити у још нестабилније облике. Ово чини нитроглицерин веома опасним за транспорт или употребу. У свом неразређеном облику, један је од најмоћнијих експлозива на свету, упоредив са недавно развијеним РДКС и ПЕТН.
Рано у својој историји, откривено је да је течни нитроглицерин „десензибилизован“ замрзавањем на температури испод 7—13 °C (45—55 °F) у зависности од његове чистоће. Његова осетљивост је донекле непредвидива на шок док је замрзнут: „Неосетљивији је на удар од ударне игле или метка за пушку када је у том стању, али с друге стране изгледа да је склонији да експлодира при ломљењу, дробљењу, набијању итд.“ Замрзнути нитроглицерин је много мање енергичан од течног, па се пре употребе мора одмрзнути. Одмрзавање може бити изузетно осетљиво, посебно ако су присутне нечистоће или је загревање пребрзо. Етилен гликол динитратили други полинитрат се може додати да би се снизила тачка топљења и на тај начин избегла неопходност одмрзавања смрзнутог експлозива.
Хемијски "десензибилизирајући" нитроглицерин је могућ до тачке у којој се може сматрати једнако "сигурним" као и модерни високи експлозиви, као што је додавање етанола, ацетона или динитротолуена. Нитроглицерин ће можда морати да се екстрахује из хемикалије за десензибилизацију да би се обновила његова ефикасност пре употребе, на пример додавањем воде да би се извукао етанол који се користи као десензибилизатор.

## Детонација
Брзина детонације нитроглицерина је 7820 метара у секунди, што је око 113% брзине ТНТ-а. Сходно томе, нитроглицерин се сматра високо експлозивом смешом, што ће рећи да има одличну способност разбијања. Топлота која се ослобађа током детонације подиже температуру гасовитих нуспроизвода на око 5.000 °C (9.030 °F). Са стандардном енталпијом експлозивног разлагања од -1414 кЈ/ мол и молекулском тежином од 227,0865 г/мол, нитроглицерин има специфичну густину експлозивне енергије од 1,488  килокалорија по граму, или 6,23 кЈ/г, чинећи нитроглицерин 49% енергичнијим на основу масе од стандардне дефиниционе вредности која је додељена ТНТ-у (тачно 1 кцал/г).

## Производња
Нитроглицерин се може произвести киселином катализованом нитрацијом глицерола (глицерина).
Индустријски производни процес често реагује глицерол са скоро 1:1 смешом концентроване сумпорне киселине и концентроване азотне киселине. Ово се може произвести мешањем беле димеће азотне киселине — прилично скупе чисте азотне киселине у којој су уклоњени оксиди азота, за разлику од црвене димеће азотне киселине, која садржи оксиде азота — и концентроване сумпорне киселине. Чешће се ова мешавина добија јефтинијом методом мешања димеће сумпорне киселине, познате и као олеум — сумпорна киселина која садржи вишак сумпор триоксида и азеотропна азотна киселина (састоји се од око 70% азотне киселине, а остатак је вода).
Сумпорна киселина производи протониране врсте азотне киселине, које нападају нуклеофилни атоми кисеоника глицерола. Нитро група се тако додаје као естар C−O−NO2 и настаје вода. Ово се разликује од реакције електрофилне ароматичне супституције у којој су јони нитронијума електрофил.
Додавање глицерола доводи до егзотермне реакције (тј. производи се топлота), као што је уобичајено за нитрације мешаних киселина. Ако смеша постане сувише врућа, то доводи до реакције, стања убрзане нитрације праћене деструктивном оксидацијом органских материјала врелом азотном киселином и ослобађањем отровног гаса азот-диоксида са високим ризиком од експлозије. Тако се смеша глицерина додаје полако у реакциони суд који садржи мешану киселину (не киселина у глицерин). Нитратор се хлади хладном водом или неком другом мешавином расхладног средства и одржава кроз глицерин додавање на око 22 °C (72 °F), довољно вруће да се естерификација одвија великом брзином, али довољно хладно да се избегне реакција. Посуда за нитратор, често направљена од гвожђа или олова и која се углавном меша са компримованим ваздухом, има врата за нужду на свом дну, која виси над великим базеном веома хладне воде и у коју се цела реакциона смеша (названа пуњење) може бацити да би се спречила експлозија, процес који се назива утапањем. Ако температура пуњења пређе око 30 °C (86 °F) (стварна вредност варира у зависности од земље) или се у отвору нитратора виде браон испарења, онда се одмах утапа.

## Користи се као експлозив и погонско гориво
Нитроглицерински експлозиви су врста експлозива који се производи од нитроглицерина, који је хемијско једињење. Ови експлозиви су веома снажни и осетљиви на ударце, топлоту и трење, због чега се користе у различитим индустријама, укључујући грађевинарство и рударење. Нитроглицерински експлозиви се често користе у облику динамита, где се нитроглицерин стабилизује додавањем других материјала. Њихова главна карактеристика је брза ослобађања енергије, што доводи до експлозивног ефекта.
Главна употреба нитроглицерина, по тонажи, је у експлозивима као што је динамит и у погонским горивима.
Нитроглицерин је уљаста течност која може експлодирати када је изложена топлоти, удару или пламену.
Алфред Нобел је развио употребу нитроглицерина као експлозива за експлозију мешањем нитроглицерина са инертним апсорбентима, посебно „кизелгуром“, или дијатомејске земље. Дао је име овом експлозивном динамиту и патентирао га 1867. Испоручио се спреман за употребу у облику штапића, појединачно умотаних у подмазан водоотпорни папир. Динамит и слични експлозиви били су широко прихваћени за грађевинске задатке, као што су бушење аутопута и железничких тунела, за рударство, за чишћење пољопривредног земљишта од пањева, у вађењу камена и у радовима на рушењу. Исто тако, војни инжењери су користили динамит за грађевинске радове и радове на рушењу.
Нитроглицерин се такође користио као састојак војних горива за употребу у ватреном оружју.
Нитроглицерин је коришћен заједно са хидрауличним фрактурисањем, процесом који се користи за добијање нафте и гаса из шкриљца. Техника укључује померање и детонацију нитроглицерина у природним или хидраулички изазваним системима лома, или измештање и детонирање нитроглицерина у хидраулички изазваним ломовима, праћено ударима из бушотине коришћењем пелетизованог ТНТ-а.
Нитроглицерин има предност у односу на неке друге високе експлозиве што при детонацији практично не производи видљив дим. Због тога је користан као састојак у формулацији разних врста бездимног барута.
Његова осетљивост је ограничила корисност нитроглицерина као војног експлозива, а мање осетљиви експлозиви као што су ТНТ, РДКС и ХМКС су га у великој мери заменили у муницији. Остаје важан у војном инжењерству, а борбени инжењери и даље користе динамит.
Алфред Нобел је затим развио балистит, комбиновањем нитроглицерина и памука. Патентирао га је 1887. Балистит је усвојио велики број европских влада, као војно гориво. Италија га је прва усвојила. Британска влада и владе Комонвелта су уместо тога усвојиле кордит, који су развили сер Фредерик Абел и сер Џејмс Дјуар из Уједињеног Краљевства 1889. Оригинални Кордит Мк I се састојао од 58% нитроглицерина, 37% памука и 5,0% вазелина. Балистит и кордит су произведени у облику "канапа".
Бездимни барут је првобитно развијен користећи нитроцелулозу као једини експлозивни састојак. Стога су били познати као погонска горива са једном базом. Развијен је и низ бездимних барута који садрже нитроцелулозу и нитроглицерин, познатих као погонска горива са двоструком базом. Бездимни барут је првобитно био испоручен само за војну употребу, али је убрзо развијен и за цивилну употребу и брзо је усвојен за спорт. Неки су познати као спортски пудери. Погони са троструком базом садрже нитроцелулозу, нитроглицерин и нитрогванидин, али су резервисани углавном за муницију изузетно високог калибра, као што су они који се користе у тенковским топовима и поморској артиљерији. Пескарски желатин, такође познат као гелигнит, изумео је Нобел 1875. године, користећи нитроглицерин, дрвну целулозу и натријум или калијум нитрат. Ово је био рани, јефтин, флексибилан експлозив.

## Медицинска употреба
Нитроглицерин припада групи лекова званих нитрати, која укључује многе друге нитрате као што су изосорбид динитрат (Исордил) и изосорбид мононитрат (Имдур, Исмо, Монокет). Сви ови агенси испољавају свој ефекат тако што се у телу претварају у азот оксид помоћу митохондријалне алдехид дехидрогеназе (АЛДХ2), а азот оксид је снажан природни вазодилататор.
У медицини, нитроглицерин се вероватно најчешће прописује за ангину пекторис, болни симптом исхемијске болести срца узрокован неадекватним дотоком крви и кисеоника у срце и као снажно антихипертензивно средство. Нитроглицерин исправља неравнотежу између протока кисеоника и крви у срце и енергетске потребе срца. На тржишту постоји много формулација у различитим дозама. У малим дозама, нитроглицерин шири вене више него артерије, чиме се смањује предоптерећење(волумен крви у срцу након пуњења); сматра се да је то његов примарни механизам деловања. Смањењем предоптерећења, срце има мање крви за пумпање, што смањује потребу за кисеоником јер срце не мора да ради толико напорно. Поред тога, мање предоптерећење смањује вентрикуларни трансмурални притисак (притисак који се врши на зидове срца), што смањује компресију срчаних артерија како би се омогућило више крви да тече кроз срце. У већим дозама, такође проширује артерије, чиме се смањује накнадно оптерећење (смањује притисак на који срце мора да пумпа). Побољшани однос потребе за кисеоником миокарда и снабдевања доводи до следећих терапијских ефеката током епизода ангине пекторис: смањење бола у грудима, смањење крвног притиска, повећање срчане фреквенције и ортостатска хипотензија. Пацијенти који имају ангину током одређених физичких активности често могу спречити симптоме узимањем нитроглицерина 5 до 10 минута пре активности. Предозирање може изазвати метхемоглобинемију.
Нитроглицерин је доступан у таблетама, масти, раствору за интравенску употребу, трансдермалним фластерима или спрејевима који се примењују сублингвално. Неки облици нитроглицерина трају много дуже у телу од других. Нитроглицерин као и почетак и трајање деловања сваког облика је различит. Сублингвални или таблетни спреј нитроглицерина има почетак деловања од два минута и трајање деловања од двадесет пет минута. Орална формулација нитроглицерина има почетак од тридесет пет минута и трајање деловања од 4-8 сати. Трансдермални фластер има почетак од тридесет минута и трајање деловања од десет до дванаест сати. Показало се да континуирано излагање нитратима доводи до тога да тело престане нормално да реагује на овај лек. Стручњаци препоручују да се фластери уклањају ноћу, омогућавајући телу неколико сати да поврати своју реакцију на нитрате. Препарати нитроглицерина краћег дејства могу се користити неколико пута дневно уз мањи ризик од развоја толеранције. Нитроглицерин је први употребио Вилијам Марел за лечење напада ангине 1878. године, а откриће је објављено исте године.

## Индустријска изложеност
Ретко излагање високим дозама нитроглицерина може да изазове јаке главобоље познате као "НГ глава" или "глава праска". Ове главобоље могу бити довољно јаке да онеспособе неке људе; међутим, људи развијају толеранцију и зависност од нитроглицерина након дуготрајног излагања. Иако ретко, повлачење може бити фатално. Симптоми повлачења укључују бол у грудима и друге проблеме са срцем. Ови симптоми се могу ублажити поновним излагањем нитроглицерину или другим погодним органским нитратима.
За раднике у производним погонима нитроглицерина (НТГ), ефекти повлачења понекад укључују "недељни срчани удар" код оних који су редовно изложени нитроглицерину на радном месту, што доводи до развоја толеранције на ефекте венодилатације. Током викенда радници губе толеранцију, а када се поново изложе у понедељак, драстична вазодилатација изазива убрзан рад срца, вртоглавицу и главобољу. Ово се назива "болест понедељка".
Људи могу бити изложени нитроглицерину на радном месту удисањем, апсорпцијом кожом, гутањем или контактом очима. Управа за безбедност и здравље на раду је поставила законску границу (граничну дозвољену изложеност) за изложеност нитроглицерину на радном месту као 0.2 ppm (2 mg/m3) изложености коже током 8-часовног радног дана. Национални институт за безбедност и здравље на раду је поставио препоручену границу излагања од 0.1 mg/m3 изложености коже током 8-часовног радног дана. На нивоима од 75 mg/m3, нитроглицерин је одмах опасан по живот и здравље.